# Sainte-Geneviève (Meurthe-et-Moselle)
Sainte-Geneviève is een gemeente in het Franse departement Meurthe-et-Moselle (regio Grand Est) en telt 157 inwoners (1999). De plaats maakt deel uit van het arrondissement Nancy.

## Geografie
De oppervlakte van Sainte-Geneviève bedraagt 7,2 km², de bevolkingsdichtheid is 21,8 inwoners per km².
De onderstaande kaart toont de ligging van Sainte-Geneviève (Meurthe-et-Moselle) met de belangrijkste infrastructuur en aangrenzende gemeenten.

## Demografie
Onderstaande figuur toont het verloop van het inwonertal (bron: INSEE-tellingen).